# Tantrasamgraha
Tantrasamgraha,  o Tantrasangraha, (literalmente, Compendio de Tantras) es un importante tratado astronómico escrito por Nilakantha Somayaji, un astrónomo/matemático perteneciente a la escuela de astronomía y matemáticas de Kerala. El tratado se completó en el año 1501 d. C. Consta de 432 versos en sánscrito divididos en ocho capítulos. El Tantrasamgraha había generado algunos comentarios: Tantrasamgraha-vyakhya (también llamado Yukti-dipika) escrito por Sankara Variar, y Yuktibhāṣā escrito por Jyeshtadeva alrededor de 1550 d. C. 
El Tantrasangraha, junto con sus comentarios, resalta las profundidades de los logros matemáticos de la escuela de astronomía y matemáticas de Kerala, en particular los logros del notable matemático de la escuela Sangamagrama Madhava. En su Tantrasangraha, Nilakantha revisó el modelo de Aryabhata para los planetas Mercurio y Venus. Según George G Joseph, su ecuación del centro de estos planetas siguió siendo la más exacta hasta la época de Johannes Kepler, en el siglo XVII. 
Fue CM Whish, un funcionario de la Compañía de las Indias Orientales, quien llamó la atención de los estudiosos occidentales sobre la existencia del Tantrasamgraha a través de un artículo publicado en 1835. Los otros libros mencionados por CM Whish en su artículo fueron Yuktibhāṣā de Jyeshtadeva, Karanapaddhati de Puthumana Somayaji y Sadratnamala de Sankara Varman.

## Autor y fecha del Tantrasamgraha
Nilakantha Somayaji, el autor de Tantrasamgraha, era un Nambudiri perteneciente a Gargya gotra y residente de Trikkantiyur, cerca de Tirur en el centro de Kerala. El nombre de su Illam fue Kelallur. Estudió con Damodara, hijo de Paramesvara. El primer y el último verso del Tantrasamgraha contienen cronogramas que especifican las fechas, en la forma de días de Kali, del comienzo y de la finalización del libro. Estos cálculos se remontan a los años 1500–01.

## Sinopsis del libro
A continuación se presenta una breve descripción del contenido del Tantrasamgraha. En Bharatheeya Vijnana/Sastra Dhara se ofrece una descripción de su contenido. Los detalles completos del contenido están disponibles en una edición de Tantrasamgraha publicada en el Indian Journal of History of Science.
- Capítulo 1 (Madhyama-prakaranam): El propósito del cómputo astronómico, medidas de días civiles y siderales, mes lunar, mes solar, mes intercalar, revoluciones de los planetas, teoría de la intercalación, revolución planetaria en órbitas circulares, cómputo de días kali, operaciones matemáticas como suma, resta, multiplicación, división, elevar al cuadrado y determinar la raíz cuadrada, fracciones, números positivos y negativos, cómputo de planetas medios, corrección por longitud, tiempo longitudinal, posiciones de los planetas al comienzo de la era Kali, apogeos planetarios en grados. (40 Shlokas)
- Capítulo 2 (Sphuta-prakaranam [Sobre los planetas verdaderos]): Cálculo de elevaciones y arcos, construcción de un círculo de diámetro igual al lado de un cuadrado dado, cálculo de la circunferencia sin el uso de cuadrados y raíces, suma de series, suma de las series de números naturales, de cuadrados de números, de cubos de números, procesos relacionados con jyā's y arcos, cálculo del arco de un jyā dado, cálculo de la circunferencia de un círculo, derivación de jyā's para utkrama-jyā y arco dados, cálculo de jyā y arcos, cálculo preciso de los 24 jyā's ordenados, jyā seccionales y diferencias de jyā, suma de diferencias de jyā, cálculo del arco de un jyā según Madhava, cálculo de jyā y utkrama-jyā en el punto deseado sin la ayuda de los jyā's ordenados, reglas relacionadas con triángulos, reglas relacionadas con a los cuadriláteros cíclicos, reglas relativas a la hipotenusa de un cuadrilátero, cálculo del diámetro a partir del área del cuadrilátero cíclico, área de la superficie de una esfera, cálculo del jyā deseado, la diferencia ascensional, el movimiento diario del sol en minutos de arco, aplicación de la diferencia ascensional a los planetas verdaderos, medida del día y de la noche al aplicar la diferencia ascensional, conversión del arco de jyā de la diferencia ascensional, etc. (59 Shlokas)
- C/Versosapítulo 3 (Chhaya-prakaranam [Tratado sobre la sombra]): Trata diversos problemas relacionados con la posición del sol en la esfera celeste, incluidas las relaciones de sus expresiones en los tres sistemas de coordenadas, o sea, las coordenadas eclípticas, ecuatoriales y horizontales. (116 Shlokas)
- Capítulo 4 (Chandragrahana-prakaranam [Tratado sobre el eclipse lunar]): Diámetro de la sombra de la Tierra en minutos, latitud de la Luna y velocidad de movimiento de la Luna, probabilidad de un eclipse, eclipse total y fundamento de la explicación dada para el eclipse total, duración media de un eclipse, primer y último puntos de contacto en el eclipse y su método de cálculo, visibilidad del contacto en el eclipse al amanecer y al atardecer, contingencia de la invisibilidad de un eclipse, posibilidad de desviación, desviación debida a la latitud y desviación debida a la declinación. (53 Shlokas)
- Capítulo 5 (Ravigrahana-prakaranam [Tratado sobre el eclipse solar]): Posibilidad de un eclipse solar, minutos de paralaje en la latitud del sol, minutos de paralaje en la latitud de la luna. medida máxima del eclipse, mitad del eclipse, hora del primer contacto y del último contacto, duración media y tiempos de sumersión y emergencia, reducción a la observación del eclipse computado, eclipse medio, no predicción de un eclipse. (63 Shlokas)
- Capítulo 6 (Vyatipata-prakaranam [Sobre vyatipata]): Trata sobre la desviación completa de las longitudes del sol y la luna. (24 Shlokas)
- Capítulo 7 (Drikkarma-prakaranam [Sobre el cálculo de la visibilidad]): analiza la salida y la puesta de la luna y los planetas. (15 Shlokas)
- Capítulo 8 (Sringonnati-prakaranam [Sobre la elevación de las cúspides lunares]): examina el tamaño de la parte de la luna que está iluminada por el sol y ofrece una representación gráfica de ella. (40 Shlokas)

## Algunas características notables del Tantrasamgraha
"Una síntesis notable del conocimiento astronómico esférico indio ocurre en un pasaje del Tantrasamgraha". En astronomía, el triángulo esférico formado por el cenit, el polo norte celeste y el Sol se llama triángulo astronómico. Sus lados y dos de sus ángulos son cantidades astronómicas importantes. Los lados son 90° – φ donde φ es la latitud terrestre del observador, 90° – δ donde δ es la declinación del Sol y 90° – a donde a es la altitud del Sol sobre el horizonte. Los ángulos importantes son el ángulo en el cenit, que es el acimut del Sol, y el ángulo en el polo norte, que es el ángulo horario del Sol. El problema es calcular dos de estos elementos cuando se especifican los otros tres elementos. Hay exactamente diez posibilidades diferentes y el Tantrasamgraha contiene discusiones de todas estas posibilidades con soluciones completas una por una en un solo lugar. "El triángulo esférico se trata aquí tan sistemáticamente como en cualquier libro de texto moderno".
La latitud terrestre de la posición de un observador es igual a la distancia cenital del Sol al mediodía del día equinoccial. El efecto del paralaje solar sobre la distancia cenital era conocido por los astrónomos indios desde Aryabhata. Pero fue Nilakantha Somayaji quien discutió por primera vez el efecto del paralaje solar sobre la latitud del observador. Tantrasamgraha da la magnitud de esta corrección y también una corrección debida al tamaño finito del Sol.
En su Aryabhatiyabhasya, un comentario sobre el Aryabhatiya de Aryabhata, Nilakantha desarrolló un sistema computacional para un modelo planetario parcialmente heliocéntrico en el que Mercurio, Venus, Marte, Júpiter y Saturno orbitan alrededor del Sol, que a su vez orbita alrededor de la Tierra, similar al sistema ticónico propuesto posteriormente por Tycho Brahe a finales del siglo XVI. La mayoría de los astrónomos de la escuela de Kerala que le siguieron aceptaron este modelo planetario. 

## Conferencia sobre los 500 años del Tantrasamgraha
El Departamento de Física Teórica de la Universidad de Madrás, en colaboración con el Centro Interuniversitario del Instituto Indio de Estudios Avanzados de Shimla, organizó una conferencia para celebrar el 500° aniversario del Tantrasangraha del 11 al 13 de marzo de 2000 en Chennai. La Conferencia resultó ser una ocasión importante para destacar y revisar el trabajo reciente sobre los logros en Matemáticas y Astronomía de la escuela de Kerala y las nuevas perspectivas en Historia de la Ciencia, que están surgiendo de estos estudios. También se ha publicado una recopilación de los trabajos importantes presentados en esta Conferencia.

## Otras obras del mismo autor
A continuación se presenta una breve descripción de otras obras de Nilakantha Somayaji.
- Jyotirmimamsa
- Golasara: Descripción de elementos y procedimientos astronómicos básicos
- Sidhhantadarpana: Una obra breve en 32 shlokas/versos que enuncia las constantes astronómicas con referencia al Kalpa y especifica sus puntos de vista sobre conceptos y temas astronómicos.
- Candrachayaganita : Una obra en 32 shlokas/versos sobre los métodos para el cálculo del tiempo a partir de la medición de la sombra del gnomon proyectada por la luna y viceversa.
- Aryabhatiya-bhashya : Comentario elaborado sobre Aryabhatiya.
- Sidhhantadarpana-vyakhya: Comentario sobre su propio Siddhantadarapana.
- Chandrachhayaganita-vyakhya: Comentario sobre su propio Chandrachhayaganita.
- Sundaraja-prasnottara: Respuestas de Nilakantha a las preguntas planteadas por Sundaraja, un astrónomo de Tamil Nadu.
- Grahanadi-grantha: Justificación de la necesidad de corregir antiguas constantes astronómicas mediante observaciones.
- Sagrario de Grahapariks: Descripción de los principios y métodos para verificar los cálculos astronómicos mediante observaciones regulares.

## Lectura adicional
- Ramasubramanian, K (1998). «Model of planetary motion in the works of Kerala astronomers». Bulletin of the Astronomical Society of India 26 (11–31): 11. Bibcode:1998BASI...26...11R.
- Ranjan Roy, R. (December 1990). «The discovery of the series formula for π by Leibniz, Gregory and Nilakantha». Mathematics Magazine (Mathematical Association of America) 63 (5): 291-306. JSTOR 2690896. doi:10.2307/2690896.

- Datos: Q1768456